# Dum spiro spero

Державний герб Князівства Саравак (1846—1946), який використовує дану фразу.

Dum spíro, spéro (лат. поки дихаю, сподіваюся) — фразеологічний зворот, схожий на український вираз «Вік живи — вік сподівайся».
Ця фраза в різних інтерпретаціях зустрічалася у багатьох стародавніх авторів. Наприклад, у  Цицерона в «Листах до Аттіка» (IX, 10, 3):
 «Aegróto, dum ánima est, spés esse dícitur» 

(«Поки у хворого є дихання, кажуть, що є надія»). 
У  Сенеки в «Моральних листах до Луцилія» (70, 6):
"Чи нині помремо, чи завтра — це зовсім неважливо; чи добре помремо, чи погано — ось що важливо. А добре померти — це уникнути небезпеки прожити погано. Тому-то вкрай боягузливою видається мені відповідь того родосця, якого тиран кинув у яму й годував, мов звіра, на чиюсь пораду взагалі відмовитися від їжі: 
«Поки людина живе, то повинна жити навіть найменшою надією». 

(«Omnia homini, dum vivit, speranda sunt»)  

Переклад С.Ошерова

У  Ж. Верна в книзі «Діти капітана Гранта» географ Паганель говорив:
 «Я живу за девізом dum spiro spero і це найкращий девіз у світі». 